# سقمان بن أرتق
الملك سقمان بن أرتق بن أكسب التركماني أخو الملك إيلغازي «صاحب ماردين» وليا إمرة القدس بعد أبيهما فضايقهما بدر الدين الجمالي أمير الجيوش وأخذه منهما قبل أخذ الفرنج له بأشهر، فذهبا واستوليا على ديار بكر. ذهب لمحاربة الصليبيين في طرابلس سنة ومات قربها بالخوانيق وظلت ماردين في يد ذريته. وقيل أنه نقل فدفن بحصن كيفا.

## الأصل
كان والده أرتق الذي كان قائدا في الإمبراطورية السلجوقية العظمى. أيد تتش ، أحد أفراد البيت السلجوقي الذي كانت محافظته سوريا الكبرى. عينه تتش حاكما لإمارة بيت المقدس. بعد وفاته عام 1091، أصبح سقمان وشقيقه إيلغازي حاكمين مشاركين لبيت المقدس. ومع ذلك، فقد سقمان موقعه بعند أن حاصره الفاطميون في عام 1098. تخلى سقمان عن المدينة وانتقل إلى الشمال.

## في الأناضول وسوريا
حتى قبل خسارة القدس، كان سقمان يقضي الكثير من الوقت في الأناضول وسوريا. بعد وفاة تتش عام 1095، تولى سقمان الخدمة مع رضوان نجل تتش. استفاد سقمان من القتال بين رضوان وشقيقه دقاق للحصول على أرض خاصة به حول سروج (الآن مركز مقاطعة في شانلي أورفا في تركيا). في عام 1098، شكلت الإمبراطورية السلجوقية العظمى جيشًا تحت قيادة كربغا من الموصل لمساعدة ياغي سيان أثناء حصار أنطاكية من قبل الحروب الصليبية. شارك سقمان في هذا الجيش. لكن الحملة باءت بالفشل  ووصل الجيش إلى أنطاكية بعد أيام قليلة من استسلام.